# Зоран Чалич
Зоран Чалич (серб. Зоран Чалић, Белград, 4 березня 1931) — сербський режисер.
Відомий широкій публіці завдяки серії фільмів Божевільні роки, зокрема сьомому фільму цієї серії — Жикіна династія.

## Фільмографія
| Рік  | Українська назва               | Сербська назва                 |
| ---- | ------------------------------ | ------------------------------ |
| 1970 |                                | Кондори                        |
| 1970 | Прва љубав                     |                                |
| 1978 | Божевільні роки                | Луде године                    |
| 1980 | Прийшов час перевірити кохання | Дошло доба да се љубав проба   |
| 1981 | Люби, люби, а голови не губи   | Љуби, љуби, ал’ главу не губи  |
| 1983 | Який дід, такий онук           | Какав деда такав унук          |
| 1983 | Иди ми, дођи ми                |                                |
| 1984 |                                | Шта се згоди кад се љубав роди |
| 1985 | Жикіна династія                | Жикина династија               |
| 1985 | Ћао инспекторе                 |                                |
| 1986 | Друга Жикіна династія          | Друга Жикина династија         |
| 1987 |                                | Луталица                       |
| 1988 | Божевільний рік                | Сулуде године                  |
| 1989 |                                | Вампири су међу нама           |
| 1991 |                                | Свемирци су криви за све       |
| 1992 | Жикіне одруження               | Жикина женидба                 |
| 1992 | Дама која убија                |                                |
| 1993 |                                | Суза и њене сестре             |
| 1993 | Обрачун у Казино кабареу       |                                |
| 1996 | Побачимося в Чикаго            | Довиђења у Чикагу              |